# Матриче
Матриче, Матріче (італ. Matrice) — муніципалітет в Італії, у регіоні Молізе,  провінція Кампобассо.
Матриче розташоване на відстані близько 190 км на схід від Рима, 7 км на північний схід від Кампобассо.
Населення — 1109 осіб (2014).

## Демографія
Населення за роками:

Станом на 1 січня 2023 року в муніципалітеті офіційно проживало 17 іноземців з 7 країн, серед них 4 громадяни країн Євросоюзу.

## Сусідні муніципалітети
- Кампобассо
- Кампольєто
- Кастелліно-дель-Біферно
- Монтагано
- Петрелла-Тіферніна
- Ріпалімозані
- Сан-Джованні-ін-Гальдо